# Honesty〜まじ〜
『Honesty〜まじ〜』は、シブがき隊の6枚目のオリジナル・アルバム。1984年12月8日に発売。

## 収録曲
- SIDE A

1. ハートブレイク Bay City
作詞：森雪之丞
作曲・編曲：後藤次利
2. 紐育が泣いている
作詞：売野雅勇
作曲・編曲：井上大輔
3. ギア・チェンジ
作詞：森雪之丞
作曲・編曲：後藤次利
4. クールミント・ラブ -布川敏和
作詞：布川敏和
作曲：中崎英也／編曲：新川博
5. べらんめぇ! 伊達男
作詞：森雪之丞
作曲・編曲：水谷竜緒

- SIDE B

1. ！然美少女
作詞：売野雅勇
作曲・編曲：中崎英也
2. 告白〜愛する人へ〜 -薬丸裕英
作詞：薬丸裕英
作曲：HOUND DOG／編曲：鷺巣詩郎
3. 男懺悔
作詞：森雪之丞
作曲・編曲：後藤次利
4. 瞳に誓って -本木雅弘
作詞：本木雅弘
作曲：網倉一也／編曲：新川博
5. 星空からメリークリスマス
作詞：売野雅勇
作曲：井上大輔／編曲：鷺巣詩郎